# Vol Ozark Air Lines 809
Le 23 juillet 1973, un Fairchild FH-227B effectuant le vol Ozark Air Lines 809, un vol régional régulier assurant la liaison entre Nashville, dans le Tennessee, et Saint-Louis, dans le Missouri, avec plusieurs escales intermédiaires prévues à Clarksville, Paducah, Cap Girardeau et Marion, s'est écrasé lors d'une tentative d'atterrissage à l'aéroport international de Lambert-Saint-Louis, tuant 38 des 44 passagers et membres d'équipage à bord.

## Accident
Le vol 809 a quitté Marion, sa dernière escale, à 17h05, puis a entamé le derniers segments de la route, à destination de Saint-Louis.
À 17h26, le vol arrive dans les environs de Saint-Louis. La visibilité dans la zone a été signalée comme étant réduite, en raison des orages présent dans la région.
À 17h32, l'appareil est entré dans une zone comportant plusieurs cellules orageuses autour de l'aéroport international de Saint-Louis. À 17h42, le contrôle aérien de l'aéroport a signalé au vol 809 de violents orages passant au sud de la piste, directement sur la trajectoire d'approche du vol 809. 
Peu de temps après cette transmission radio, l'avion s'est écrasé à 3,2 km de la piste d'atterrissage, dans une zone boisée à côté d'un quartier résidentiel de Normandy, dans le Missouri, à proximité de l'Université de Saint-Louis. 

## Enquête
Le Conseil national de la sécurité des transports (NTSB) a conclu que l'accident a été causé par le fait que l'avion a rencontré une violente rafale descendante lors de l'approche, ainsi que la décision du commandant de bord de poursuivre le vol dans une zone orageuse de forte intensité. 
La décision du commandant de bord a été influencée par l'absence d'avertissement, par le service météorologique, de la présence de cellules orageuses active et la mauvaise évaluation des conditions météorologiques par le régulateur de vol de la compagnie aérienne.